# Пасион
Пасион (от латински през немското Passion – „страст“) представлява музикален тематичен цикъл, който обхваща музикалната разработка, съставена по текста на четиримата новозаветни евангелисти – Матей, Лука, Марк и Йоан – и по-специално пасажите, които се отнасят към мъките, „страстите Христови“, през последната седмица от земния живот на Иисус Христос.
Пасионите представляват мащабни ораториални творби за хор, оркестър, орган (музика) и солисти.

## Пасиони на Бах
В наше време са запазени два от пасионите на Йохан Себастиан Бах – „Матеус пасион“, (по Матей) и „Йоханес пасион“, (по Йоан). Другите два пасиона, за които има данни, че са били записани и изпълнявани, днес са изгубени.